# Top Model O Reality
Top Model O Reality è andato in onda dal 2 settembre al 24 novembre 2012 sul canale brasiliano Rede Record, condotto dalla modella Ana Hickman; il programma, improntato sul precedente Brazil's Next Top Model, ha visto 14 aspiranti modelle provenienti da tutto il Brasile sfidarsi tra servizi fotografici, casting e sfilate per guadagnare il titolo di miglior modella del Paese.
La vincitrice è stata la ventunenne Camila Andrade, di Fortaleza, che ha portato a casa un contratto dal valore 150.000 realis con l'agenzia della stessa Hickman e uno con la "Way Model Management"

## Episodi
Durante i primi quattro episodi, sono stati mostrati i casting svoltisi lungo tutto il Brasile e la scelta di 24 concorrenti; le 14 finaliste sono state poi selezionate alla fine del quinto episodio. Il meccanismo di ammissione era simile a quello usato in altri reality show: i giudici in commissione, di volta in volta, dovevano confermare o meno la presenza della concorrente in gioco tramite un pulsante.
Negli altri episodi, una o due concorrenti per volta sono state eliminate dopo essere risultate le peggiori in quello che era l'obiettivo da raggiungere in quella settimana; una delle concorrenti, Livia, è stata squalificata per aver rifiutato di posare in topless.
Rispetto agli altri programmi in stile "next top model", non veniva stilata alcuna classifica, ma venivano nominate soltanto la migliore e le peggiori della settimana, le quali andavano in ballottaggio e tra le quali la commissione sceglieva l'eliminata.

## Edizioni
| Edizione | Data d'inizio    | Vincitrice     | Seconda/e classificata/e | Altre concorrenti | Numero di concorrenti | Destinazione estera |
| -------- | ---------------- | -------------- | ------------------------ | --- | --------------------- | ------------------- |
| 1        | 2 settembre 2012 | Camila Andrade | Paloma Bicalho           | Lívia Studart, Luana Reichert, Tamirys Macedo, Jéssica Vaz, Nathália Gomes, Jéssica Nobre, Viviane Oliveira, Fernanda Gomes, Fátima Correia, Rafaella Rodrigues, Eduarda Ferreira, Sancler Frantz | 14                    | Aruba               |

## Concorrenti
(L'età si riferisce al tempo della messa in onda)
| Concorrente        | Età | Città di provenienza | Posizionamento |
| ------------------ | --- | -------------------- | -------------- |
| Lívia Studart      | 19  | Fortaleza            | 14.            |
| Luana Reichert     | 21  | Santa Cruz do Sul    | 13.            |
| Tamirys Macedo     | 20  | San Paolo            | 12./11.        |
| Jéssica Vaz        | 23  | Fortaleza            | 12./11.        |
| Nathália Gomes     | 21  | Porto Alegre         | 10./9.         |
| Jéssica Nobre      | 21  | Goiânia              | 10./9.         |
| Viviane Oliveira   | 22  | Santo André          | 8              |
| Fernanda Gomes     | 22  | Rio de Janeiro       | 7./6.          |
| Fátima Correia     | 23  | Florianópolis        | 7./6.          |
| Rafaella Rodrigues | 23  | Rio de Janeiro       | 5.             |
| Eduarda Ferreira   | 19  | San Paolo            | 4.             |
| Sancler Frantz     | 21  | Arroio do Tigre      | 3.             |
| Paloma Bicalho     | 23  | Belo Horizonte       | 2.             |
| Camila Andrade     | 21  | Fortaleza            | Vincitrice     |

### Call-out order
| 1  | Sancler    | Camila     | Camila     | Eduarda    | Fátima     | Eduarda  | Sancler  | Eduarda | Paloma  | Camila  | Camila |  |  |
| 2  | Eduarda    | Eduarda    | Fernanda   | Fernanda   | Camila     | Rafaela  | Rafaela  | Paloma  | Sancler | Paloma  | Paloma |  |  |
| 3  | Lívia      | Fernanda   | Jéssica N. | Rafaela    | Paloma     | Camila   | Eduarda  | Camila  | Camila  | Sancler |        |  |  |
| 4  | Viviane    | Fátima     | Paloma     | Camila     | Eduarda    | Paloma   | Paloma   | Sancler | Eduarda |         |        |  |  |
| 5  | Tamirys    | Luana      | Rafaela    | Fátima     | Rafaela    | Sancler  | Camila   | Rafaela |         |         |        |  |  |
| 6  | Jéssica N. | Nathália   | Sancler    | Jéssica N. | Sancler    | Fátima   | Fernanda |         |         |         |        |  |  |
| 7  | Camila     | Paloma     | Viviane    | Paloma     | Viviane    | Fernanda | Fatima   |         |         |         |        |  |  |
| 8  | Fátima     | Rafaela    | Tamirys    | Sancler    | Fernanda   | Viviane  |          |         |         |         |        |  |  |
| 9  | Paloma     | Sancler    | Eduarda    | Viviane    | Jéssica N. |          |          |         |         |         |        |  |  |
| 10 | Rafaela    | Tamirys    | Fátima     | Nathália   | Nathália   |          |          |         |         |         |        |  |  |
| 11 | Jéssica V. | Viviane    | Nathália   | Jéssica V. |            |          |          |         |         |         |        |  |  |
| 12 | Luana      | Jéssica N. | Jéssica V. | Tamirys    |            |          |          |         |         |         |        |  |  |
| 13 | Nathália   | Jéssica V. | Luana      |            |            |          |          |         |         |         |        |  |  |
| 14 | Fernanda   | Lívia      |            |            |            |          |          |         |         |         |        |  |  |

     The contestant was collectively put through to the next week
     The contestant was eliminated
     The contestant won the competition
- Në këtë shfaqje, nuk ka një mënyrë solide thirrje-out. Vetëm konkurrentët e fundit ose të lartë shpallen çdo javë me nxjerrjen e vajzës së eliminuar. Pjesa tjetër e vajzave përparojnë kolektivisht në javën e ardhshme.
- Episodet 1, 2 dhe 3 ishin duke hedhur episode.
- Në Episod 4, 24 semifinalistët u ngushtuan në 14 konkurrentë që do të lëviznin në garën kryesore. Ky thirrje e parë nuk pasqyron punën e tyre atë javë.
- Në Episodin 6, secili prej gjyqtarëve duhej të emëronte dy vajza që ata mendonin se ishin më të dobëta. Nga këto, Jéssica V. dhe Luana u vunë në dukje si dy të fundit.
- Episodi 13 ishte finalja e gjallë.

### Servizi
- Episodio 4: Sfilata "Fraud"
- Episodio 5: Servizio in topless per "Biotipo Jeans"
- Episodio 6: In bikini in una cella frigorifera
- Episodio 7: Servizio fotografico sott'acqua
- Episodio 8: Servizio fotografico allo zoo
- Episodio 9: Sfilata Maria Antonieta
- Episodio 10: Sport estremi
- Episodio 11: Body Painting
- Episodio 12: Pubblicità

### Giudici
- Ana Hickman (conduttrice)
- Triciane Pinheiro
- Zeca de Abreu
- Gustavo Sardi
- Dudu Bertholini
- Matheus Mazzafera
- Namie Wihby